# Eamon Fitzgerald
Eamon Fitzgerald OCSO (* 1945 in Dublin) ist ein irischer römisch-katholischer Ordensgeistlicher und war von 2008 bis 2022 Generalabt der Zisterzienser der strengeren Observanz.

## Leben
Eamon Fitzgerald trat 1966 der Ordensgemeinschaft der Zisterzienser strengerer Observanz – Trappisten – in der 1833 gegründeten Abtei Mount Melleray in der Nähe von Cappoquin, County Waterford, Irland bei. Er war langjährig für den Orden als Rektor in Abakaliki, Nigeria tätig. 1989 kehrte er nach Mount Melleray zurück und wurde zum Abt gewählt. Seit 2002 war er zudem Moderator im Generalkapitel.
Am 8. September 2008 wurde er vom Generalkapitel der Zisterzienser der strengeren Observanz (Trappisten) in Assisi zum neuen Generalabt, und damit auch Erzabt von Cîteaux, mit Sitz in Rom gewählt. Er war der erste Ire im Amt des Generalabts. Am 11. Februar 2022 legte er nach Ablauf seiner Amtszeit das Amt des Generalabts nieder.